# Kruki, Warmińsko-Mazurskie
Kruki [ˈkruki] (tiếng Đức: Krugken, từ 1938-45 Krucken) là một ngôi làng thuộc khu hành chính của Gmina Banie Mazurskie, thuộc huyện Gołdapski, Warmińsko-Mazurskie, ở phía bắc Ba Lan, gần biên giới với tỉnh Kaliningrad của Nga.
Trước năm 1945, khu vực này là một phần của Đức (Đông Phổ).